# Rudnik ugljena Vrdnik
Rudnik ugljena Vrdnik bio je rudnik mrkog ugljena kod Vrdnika, AP Vojvodina, Srbija. 
Dugo se razvijao uz manastir Mala Ravanica, a većinsko stanovništvo činili su doseljenici sa svih strana, koji su predstavljali najamnu radnu snagu (kmetovi) na manastirskim imanjima.
Nalazište mrkog ugljena mnogo je pridonijelo razvitku Vrdnika otkad se počeo vaditi ugljen. Rudnik je proradio 1804. godine. Bio je jednim od jedan od najstarijih na području buduće Jugoslavije. Prvotno je rudnik pripadao manastiru Mala Ravanica uz koji se razvijalo naselje Vrdnik. Poslije ga je od monaha kupio grof Pejačević iz Rume. Vlasnik rudnika bio je i Guido Pongratz. Početkom 20. st. zbog toga mnoge su hrvatske i obitelji drugih nacionalnosti doselile u Vrdnik. Poslije rata mnoge od tih obitelji vratile su se u matične zemlje. 80% rudara bili su Hrvati i Slovenci. U svezi s rudnikom je termoelektrana Vrdnik koja je radila od 1908. godine. Termoelektrana je radila sve do 1954. godine i bila je jedna od najjačih termoelektrana na području današnje Vojvodine. Ugljen se vadilo sve do 1968. godine.